# 우시오니

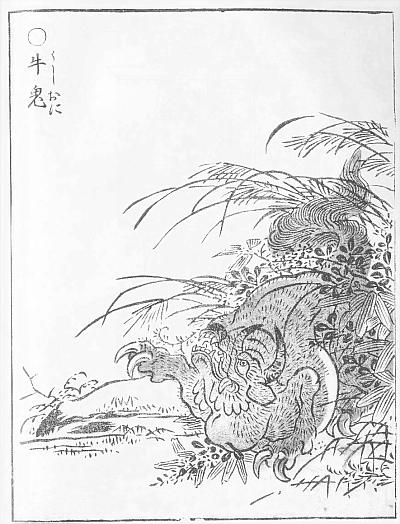
토리야마 세키엔의 『화도백귀야행』의 우시오니.

우시오니(일본어: 牛鬼)는 서일본에서 전승되는 요괴다. 주로 해안에 나타나 해변을 걷는 인간을 덮친다고 한다.
각지에 전승이 있는데, 대부분 매우 잔인한 성격으로 사람을 잡아 죽이는 것을 좋아한다고 전해진다. 다만 일부 지역에서는 악령을 쫓는 신의 화신으로 전승되는 곳도 있다.
머리가 소이고, 목 아래는 오니의 몸통을 가졌다. 반대로 머리가 오니이고 몸통이 소인 경우도 있다.  산간의 사찰 산문 앞에 소 머리에 사람 기모노 차림으로 나타나거나, 소의 목에 오니의 몸 그리고 벌레의 날개가 붙어 하늘을 난다는 전승도 있다. 해안 외에도 산간지역, 숲 속, 강, 늪, 호수에도 나타난다고 한다. 특히 못에 나타나는 경우가 많으며, 근기지방이나 시코쿠에는 우시오니가 출몰했다는 전승을 가진 “우시오니못”, “우시오니폭포” 등의 지명이 많이 남아 있다.
『백귀도권』 등 에도시대에 그려진 요괴회권에서는 소 머리에 거미 몸통을 가진 모습으로 그려진 것이 많다.

## 같이 보기
- 미노타우로스